# Incerchio
In geometria, l'incerchio è la circonferenza inscritta di un triangolo, ovvero l'unica circonferenza tangente i suoi lati; il cui centro è detto incentro e il cui raggio è detto inraggio.
Talvolta tale nome è usato anche indicare genericamente la circonferenza inscritta dei poligoni ciclici di n > 3

## Formule
{\displaystyle A=\pi r_{i}^{2}=\pi {\frac {(s-a)(s-b)(s-c)}{s}}}